# Уильямс, Томас Стэффорд
Томас Стэффорд Уильямс (англ. Thomas Stafford Williams; 20 марта 1930, Веллингтон, Новая Зеландия — 22 декабря 2023, Вайкане, Веллингтон, Новая Зеландия) — новозеландский кардинал. Архиепископ Веллингтона с 30 октября 1979 по 21 марта 2005. Кардинал-священник с титулом церкви Джезу-Дивин-Маэстро-алла-Пинета-Саккетти с 2 февраля 1983.

## Образование
Начальное и среднее образование получил в ряде католических школ Новой Зеландии. Окончил экономический факультет Университета королевы Виктории в Веллингтоне, некоторое время работал бухгалтером. Ещё во время обучения в университете принимал активное участие в деятельности Католического молодёжного движения и в 1954 году, в конце концов, поступил в Национальную семинарию в Данедине. В 1956 году будущий кардинал Уильямс уехал продолжать учёбу в Рим, в Папский Урбанианский университет, где получил учёную степень по богословию. Там же, в Риме, 20 декабря 1959 года был посвящён в священники кардиналом Грегуаром-Пьером Агаджаняном, возглавлявшим в то время Священную Конгрегацию Пропаганды Веры. В 1961—1962 годах учился в Университетском колледже Дублина (Ирландия), где получил степень по социальным наукам.

## Священник
Вернувшись на родину, в 1963—1965 годах работал священником в приходе Святого Патрика в Пальмерстон Норте. Затем, в течение четырёх лет (1966—1970 годах) занимал пост директора по исследовательской работе Католического справочного центра в Веллингтоне. В начале 1970-х годов уехал миссионером в Западное Самоа, где, в числе прочего, основал Колледж Павла VI в Леулумоеге. В 1976 году Уильямс снова в Новой Зеландии, до 1979 года — священник в приходе Святого Семейства, одном из самых многонациональных в стране, в Порируа, в 20 км к северу от новозеландской столицы.

## Глава католической церкви Новой Зеландии
30 октября 1979 года Папой Иоанном Павлом II назначается архиепископом Веллингтона, рукоположён в сан 20 декабря 1979 года (в 20-ю годовщину своего посвящения в священники) титулярным епископом Акелоо, вспомогательным епископом Веллингтона и военным викарием Новой Зеландии Оуэном Ноэлем Снедденом. С 1983 года по 1991 год одновременно являлся председателем Епископской конференции Новой Зеландии. Основатель и первый председатель (1990—1998 годы) Федерации Конференций католических епископов Океании.

## Кардинал
Возведён в сан кардинала папой римским Иоанном Павлом II в возрасте 52 лет на консистории 2 февраля 1983 года. Кардинал-священник с титулом церкви Джезу-Дивин-Маэстро-алла-Пинета-Саккетти.
Военный ординарий Новой Зеландии с 1 июня 1995 года по 1 апреля 2005 года. Член Совета кардиналов по изучению организационных и экономических проблем Святого Престола с 10 марта 2001 года.
Участвовал в кампаниях протеста против принятия закона о легализации в Новой Зеландии гражданских союзов (для однополых и разнополых пар) и против распространения игорных заведений в стране.
Покинул архиепископскую кафедру в Веллингтоне 21 марта 2005 года, как это и принято в католической церкви, по достижении 75-летнего возраста.
Кавалер Ордена Новой Зеландии, высшей государственной награды страны (5 июня 2000 года).
Участник Конклава 2005 года, избравшего папой римским Бенедикта XVI.
20 марта 2010 года кардиналу Уильямсу исполнилось 80 лет и он потерял право участвовать в Конклавах.

## Избранные работы
- In his own words: a tribute to Cardinal Thomas Williams. ISBN 0-86469-476-8